# Polsko na Letních olympijských hrách 1968
Polsko na Letních olympijských hrách 1968 v Ciudad de México reprezentovalo 177 sportovců, z toho 140 mužů a 37 žen. Nejmladší účastník byla Grażyna Witkowska (16 let, 122 dní), nejstarší pak Józef Zapędzki (39 let, 226 dnů). Reprezentanti vybojovali 18 medailí, z toho 5 zlatých, 2 stříbrné a 11 bronzových.

## Medailisté
| Medaile | Jméno                                                                                   | Sport             | Disciplína                        |
| ------- | --------------------------------------------------------------------------------------- | ----------------- | --------------------------------- |
| Zlato   | Irena Szewińská                                                                         | atletika          | ženy běh na 200 m                 |
| Zlato   | Jerzy Kulej                                                                             | box               | muži do 63,5 kg                   |
| Zlato   | Jerzy Pawlowski                                                                         | šerm              | muži šavle                        |
| Zlato   | Józef Zapędzki                                                                          | sportovní střelba | muži 25 metrů rychlopalná pistole |
| Zlato   | Waldemar Baszanowski                                                                    | vzpírání          | muži do 68,5 kg                   |
| Stříbro | Artur Olech                                                                             | box               | muži do 51 kg                     |
| Stříbro | Józef Grudzień                                                                          | box               | muži do 60 kg                     |
| Bronz   | Irena Szewińská                                                                         | atletika          | ženy běh na 100 m                 |
| Bronz   | Hubert Skrzypczak                                                                       | box               | muži do 48 kg                     |
| Bronz   | Stanisław Dragan                                                                        | box               | muži do 81 kg                     |
| Bronz   | Janusz Kierzkowski                                                                      | cyklistika        | muži 1000 m s pevným startem      |
| Bronz   | Zbigniew Skrudlik Witold Woyda Egon Franke Adam Lisewski Ryszard Parulski               | šerm              | muži fleret - družstvo            |
| Bronz   | Henryk Nielaba Bohdan Gonsior Michał Butkiewicz Bohdan Andrzejewski Kazimierz Barburski | šerm              | muži kord - družstvo              |
| Bronz   | Henryk Trębicki                                                                         | vzpírání          | muži bantamová váha do 56 kg      |
| Bronz   | Marian Zieliński                                                                        | vzpírání          | muži lehká váha do 67,5 kg        |
| Bronz   | Norbert Ozimek                                                                          | vzpírání          | muži lehkotěžká váha do 82,5 kg   |
| Bronz   | Marek Gołąb                                                                             | vzpírání          | muži polotěžká váha do 90 kg      |
| Bronz   | Družstvo žen                                                                            | volejbal          | turnaj žen                        |